# Biathlon-Mixed-Staffel-Weltmeisterschaft 2005
Die 1. Biathlon-Mixed-Staffel-Weltmeisterschaft wurde im Rahmen des Biathlon-Weltcupfinales 2004/05 am 20. März 2005 in Chanty-Mansijsk in Russland ausgetragen.
Es handelte sich dabei um die erste Weltmeisterschaft für gemischte Staffeln, die vom Dachverband der Biathleten, der Internationalen Biathlon-Union, unabhängig von den eigentlichen Biathlon-Weltmeisterschaften veranstaltet wurde. Der Wettbewerb wurde danach in das Programm der Weltmeisterschaften integriert.
Die ersten beiden Runden bei der 4 × 6-km-Staffel wurden jeweils von Frauen, die letzten beiden von Männern gelaufen. Insgesamt waren maximal 30 Staffeln zu dem Bewerb zugelassen. Die besten fünf Nationen, errechnet aus den im Nations Cup der Frauen und Männer erzielten Punkten, durften mit zwei, die restlichen Nationen mit einer gemischten Staffel starten.
Im Folgejahr 2006 standen als Saisonhöhepunkt turnusmäßig die Olympischen Winterspiele auf dem Programm. Deshalb kam 2006 nur die noch nichtolympische Mixed-Staffel als Weltmeisterschaft zur Austragung.

## Mixed-Staffel 4 × 6 km
| Platz | Land               | Sportler                                                                 | Zeit         | Schießfehler    |
| ----- | ------------------ | ------------------------------------------------------------------------ | ------------ | --------------- |
| 1     | Russland I         | Olga Pyljowa Swetlana Ischmuratowa Iwan Tscheresow Nikolai Kruglow       | 1:13:24,16 h | 0+3 0+2 0+1 0+3 |
| 2     | Russland II        | Anna Bogali Olga Saizewa Sergei Tschepikow Sergei Roschkow               | +7,3 s       | 0+0 1+3 0+0 0+4 |
| 3     | Deutschland I      | Uschi Disl Kati Wilhelm Michael Greis Ricco Groß                         | +34,2 s      | 1+6 0+3         |
| 4     | Tschechien         | Kateřina Holubcová Irena Česneková Roman Dostál Michal Šlesingr          | +36,0 s      | 0+0 0+1 0+0 1+5 |
| 5     | Frankreich II      | Delphyne Peretto Anne-Laure Mignerey Julien Robert Ferréol Cannard       | +45,9 s      | 0+1 0+2 0+3     |
| 6     | Frankreich I       | Sandrine Bailly Florence Baverel-Robert Vincent Defrasne Raphaël Poirée  | +1:07,9 min  | 0+2 0+0 1+6 0+1 |
| 7     | Ukraine            | Oksana Chwostenko Nina Lemesch Andrij Derysemlja Wjatscheslaw Derkatsch  | +1:10,1 min  | 0+0 0+5 0+4 0+3 |
| 8     | Polen              | Krystyna Pałka Magdalena Gwizdoń Wiesław Ziemianin Tomasz Sikora         | +1:23,0 min  | 0+0 0+4 0+1 0+4 |
| 9     | Slowenien I        | Teja Gregorin Tadeja Brankovič-Likozar Janez Ožbolt Janez Marič          | +2:49,0 min  | 0+3 0+0 0+2 2+5 |
| 10    | Norwegen           | Tora Berger Liv-Kjersti Eikeland Halvard Hanevold Stian Eckhoff          | +3:12,0 min  | 0+5 2+3 0+0 1+4 |
| 11    | Belarus I          | Wolha Nasarawa Alena Subrylawa Aljaksandr Syman Oleg Ryschenkow          | +3:28,6 min  | 0+0 0+4 0+1 2+6 |
| 12    | Belarus II         | Jekaterina Iwanowa Ljudmila Ananka Rustam Waliullin Sjarhej Nowikau      | +3:47,7 min  | 0+5 2+3 0+2     |
| 13    | Schweden           | Anna Maria Nilsson Anna Carin Olofsson Björn Ferry Carl Johan Bergman    | +3:55,8 min  | 0+3 1+5 0+2 0+4 |
| 14    | Kanada             | Sandra Keith Zina Kocher Robin Clegg David Leoni                         | +4:07,1 min  | 0+1 0+2 0+3 0+2 |
| 15    | Slowenien II       | Andreja Mali Dijana Grudiček-Ravnikar Klemen Lauseger Matjaž Poklukar    | +4:29,1 min  | 0+4 0+2 2+4     |
| 16    | Slowakei           | Anna Murínová Soňa Mihoková Marek Matiaško Pavol Hurajt                  | +4:52,7 min  | 1+3 0+2 0+1 1+4 |
| 17    | Deutschland II     | Simone Hauswald Andrea Henkel Michael Rösch Alexander Wolf               | +4:53,9 min  | 1+5 1+3 3+6 1+3 |
| 18    | Japan              | Kanae Meguro Tamami Tanaka Hidenori Isa Tatsumi Kasahara                 | +5:50,8 min  | 1+5 2+3 0+6 0+4 |
| 19    | Italien            | Michela Ponza Saskia Santer René-Laurent Vuillermoz Wilfried Pallhuber   | +6:14,8 min  | 0+1 4+6 1+6 0+4 |
| 20    | Bulgarien          | Pawlina Filipowa Radka Popowa Witalij Rudentschik Michail Kletscherow    | +6:26,2 min  | 0+2 4+5 0+3     |
| 21    | Lettland           | Madara Līduma Linda Savļaka Jānis Bērziņš Raivis Zīmelis                 | +7:46,6 min  | 3+4 0+5 0+2 2+4 |
| 22    | Kasachstan         | Anna Lebedewa Tatjana Masunina Andrei Chramuschin Alexander Tscherwjakow | +9:05,1 min  | 0+3 4+6 1+3 2+3 |
| dns   | Vereinigte Staaten | Jill Krause Rachel Steer Jay Hakkinen Jeremy Teela                       |              |                 |

Datum: 20. März 2005

## Medaillengewinner
| Platz | Land        | Athlet            | Gold | Silber | Bronze | Gesamt |
| ----- | ----------- | ----------------- | ---- | ------ | ------ | ------ |
| 1     | Russland    | Iwan Tscheresow   | 1    | 0      | 0      | 1      |
| 1     | Russland    | Nikolai Kruglow   | 1    | 0      | 0      | 1      |
| 3     | Russland    | Sergei Tschepikow | 0    | 1      | 0      | 1      |
| 3     | Russland    | Sergei Roschkow   | 0    | 1      | 0      | 1      |
| 5     | Deutschland | Michael Greis     | 0    | 0      | 1      | 1      |
| 5     | Deutschland | Ricco Groß        | 0    | 0      | 1      | 1      |

## Medaillengewinnerinnen
| Platz | Land        | Athlet                | Gold | Silber | Bronze | Gesamt |
| ----- | ----------- | --------------------- | ---- | ------ | ------ | ------ |
| 1     | Russland    | Olga Pyljowa          | 1    | 0      | 0      | 1      |
| 1     | Russland    | Swetlana Ischmuratowa | 1    | 0      | 0      | 1      |
| 3     | Russland    | Anna Bogali           | 0    | 1      | 0      | 1      |
| 3     | Russland    | Olga Saizewa          | 0    | 1      | 0      | 1      |
| 5     | Deutschland | Uschi Disl            | 0    | 0      | 1      | 1      |
| 5     | Deutschland | Kati Wilhelm          | 0    | 0      | 1      | 1      |